# Теодора (певица)
Вижте пояснителната страница за други личности с името Теодора.
Теодора Стойкова, по-известна само като Теодора, е българска попфолк певица.

## Биография
Теодора е родена на 3 юни 1982 година в Бургас. Завършва специалност „Народно пеене и пиано“. От малка се занимава с народна музика. Две години пее в хора към ансамбъл „Нефтохимик“ – Бургас. След завършване на средното си образование се явява на прослушване и е приета в Ансамбъл „Странджа“ като артист-хорист. През периода 1998 – 2003 г. трупа богат опит в ресторанти, по концерти, сватби и др.
През 2004 г. след кастинг става част от каталога на музикална компания „Диапазон Рекърдс“. Две години посещава специализирана музикална школа за усъвършенстване на вокални, актьорски, танцови умения, преди да бъде представена на публиката. Първата ѝ песен „Желание за грях“ дава името на дебютния ѝ албум, издаден през 2005 г. През 2004 г. заснема първия си видеоклип към песента „Не позна“ и участва с песента „Лятна буря“ на 12-ия международен фестивал за авторска песен на македонска основа „Пирин фолк“ – Сандански.
През 2011 г. участва в лятното турне на Фен ТВ в градовете Враца, Русе, Велико Търново, Стара Загора, Пловдив, Хасково и Перник.
Теодора има дългогодишна връзка с музикалния си продуцент Ненчо Касъмов, но пътищата им се разделят. От 2015 г. живее в САЩ, където ражда двете си дъщери – Мария (р. 26 април 2015 г.) и Анна (р. 1 септември 2021 г.). В страната на неограничените възможности, певицата записва песни за своя следващ албум, който ще бъде само с балади.

## Дискография

### Студийни албуми
- Желание за грях (2005)
- Някой като мен (2006)
- Недовършена целувка (2007)
- Мой късмет (2009)
- Моят номер (2010)
- Сърце не ми остана (2013)
- Либе ле (2023)
- Teodora Hit Collection (2024)[7]

## Награди
| Година | Церемония по връчване                          | Категория                                                                  | Резултати |
| ------ | ---------------------------------------------- | -------------------------------------------------------------------------- | --------- |
| 2005   | Годишни музикални награди на „Нов фолк“        | Дебют на годината                                                          | Спечелена |
| 2005   | „Пирин фолк“ – Сандански                       | Трета награда на журито за авторска македонска песен за „Отвори се, земьо“ | Спечелена |
| 2006   | „Охрид фест – Охридски трубадури“ – Македония  | Награда за принос към развитието на балканската музика                     | Спечелена |
| 2007   | Годишни музикални награди на „Фен тв“          | Певица на годината                                                         | Спечелена |
| 2007   | Годишни музикални награди на радио „Романтика“ | Изпълнител на годината                                                     | Спечелена |
| 2007   | Годишни музикални награди на „Фен тв“          | Хит на годината – „Смешна цена“                                            | Спечелена |
| 2007   | Годишни музикални награди на „Нов фолк“        | Кавърверсия на годината за „Смешна цена“                                   | Спечелена |
| 2008   | „Фолк фест – Валандово“ – Македония            | Награда за принос към развитието на балканската музика                     | Спечелена |
| 2008   | Годишни музикални награди на радио „Романтика“ | Най-излъчван дискотечен хит на годината за „Изневерявам ти“                | Спечелена |
| 2008   | Годишни музикални награди на „Фен тв“          | Дует на годината за „Престъпление“                                         | Спечелена |
| 2008   | Годишни награди на списание „Нов фолк“         | Дуетна кавърверсия на годината „Престъпление“                              | Спечелена |
| 2009   | Годишните награди на „Фен тв“                  | Албум на годината „Мой късмет“                                             | Спечелена |
| 2009   | Годишни награди на радио „Романтика“           | Албум на годината „Мой късмет“                                             | Спечелена |
| 2009   | Годишни награди на радио „Романтика“           | Най-романтична песен на „Фен тв“ – „Върни ми“                              | Спечелена |
| 2009   | Годишни награди на списание „Нов фолк“         | Приемственост между автентичен и нов фолк                                  | Спечелена |
| 2010   | Годишни награди на списание „Нов фолк“         | Дуетна кавърверсия на годината „Моят номер“                                | Спечелена |
| 2023   | Music Star Awards 2023                         | Най-успешно завръщане на музикалната сцена                                 | Спечелена |